# Wukongopteridae

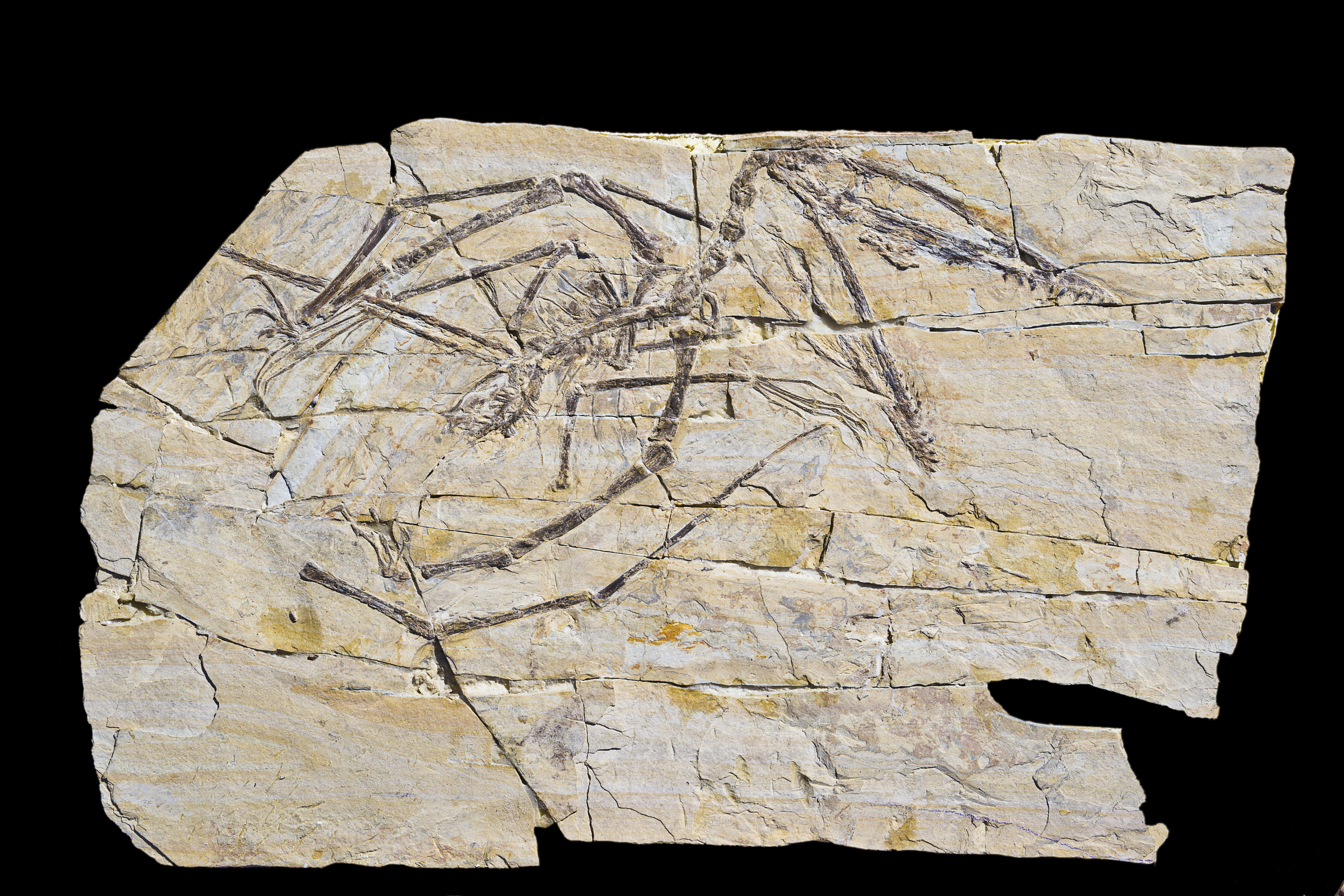
Megkövesedett Darwinopterus modularis; ez a példány 43 centiméteres

A Wukongopteridae a hüllők (Reptilia) osztályába és a pteroszauruszok (Pterosauria) rendjébe tartozó család.

## Előfordulásuk
A Wukongopteridae-fajok, körülbelül a középső jura és a késő jura korszakokban éltek, azaz 164-153 millió évvel ezelőtt. Maradványaikat Kínában és az Egyesült Királyságban találták meg.

## Megjelenésük
Ez a különleges hüllőcsalád egyaránt hordozza a hosszú farkú Rhamphorhynchoidea és a rövid farkú Pterodactyloidea pteroszaurusz csoportok jegyeit. A kutatók emiatt átmeneti fosszíliaként tartják számon.

## Rendszerezés
A családba az alábbi 5 nem és 7 faj tartozik:
- Changchengopterus Lü, 2009 - 1 faj
  - Changchengopterus pani Lü, 2009[4]
- Cuspicephalus Martill & Etches, 2013 - 1 faj
  - Cuspicephalus scarfi Martill & Etches, 2013[5]
- Darwinopterus Lü et al., 2010 - 3 faj[6][7]
  - Darwinopterus linglongtaensis Wang et al., 2010
  - Darwinopterus modularis Lü et al., 2010
  - Darwinopterus robustodens Lü et al., 2011
- Kunpengopterus Wang et al., 2010 - 1 faj
  - Kunpengopterus sinensis Wang et al., 2010[3]
- Wukongopterus Wang et al., 2009 - 1 faj
  - Wukongopterus lii Wang et al., 2009[8] - típusfaj

## Fordítás
Ez a szócikk részben vagy egészben  a   Wukongopteridae című angol Wikipédia-szócikk ezen változatának fordításán alapul.  Az eredeti cikk szerkesztőit annak laptörténete sorolja fel. Ez a jelzés csupán a megfogalmazás eredetét és a szerzői jogokat jelzi, nem szolgál a cikkben szereplő információk forrásmegjelöléseként.